# FireArm Training System
Il FireArm Training System (conosciuto anche come FATS) consiste in una moltitudine di tecniche di addestramento e situazioni di incursione operative militari che si sviluppano in modo interattivo e attraverso la realtà virtuale. 

## Descrizione
L'operatore che svolge questo addestramento virtuale riproduce, attraverso varie simulazioni, le più comparate situazioni di maggiore criticità e di tattica tecnico-operativa in cui solo squadre di élite sono tenute ad affrontare in situazioni di alto rischio:
- interventi di antiterrorismo nazionale e internazionale
- liberazione di ostaggi
- guerre non convenzionali
- pedinamenti
- operazioni speciali
- ricognizioni
- azioni dirette di Intelligence nazionale
- scorte
- operazioni speciali di polizia e ordine pubblico
- bonifica e disinnesco di ordigni esplosivi in sicurezza
- irruzioni sincronizzate (via terra, via mare o via cielo)
- pronti interventi attraverso l'uso di attrezzature tecniche con controllo remoto come droni e visori a distanza.

Questa tecnica vissuta in una realtà virtuale (virtual reality) permette all'operatore di entrare in sintonia con le armi e familiarizzare con tutte le situazioni che possono anche compromettere l'utilizzo di alcune armi durante le incursioni o presidi oltre a correggere eventuali errori commessi fornendo allo stesso tempo suggerimenti e istruzioni all'operatore sullo schermo o visore virtuale. 
L'obiettivo è lo sviluppo e miglioramento delle più svariate tecniche di tiro e della precisione dell'operatore o tiratore nel caso in cui si tratti di sistema di addestramento a lunghe distanze riferito a tiratori scelti e cecchini. Il sistema virtuale permette di conservare tutte le sessioni di addestramento attraverso uno storico affinché si possa confrontare e determinare un improvements-tactis generando vari tipi di sessioni utili ad identificare le costanti e le varianti e ad analizzare i progressi e pianificare obiettivi di miglioramento realistici. 
Per i corpi speciali, come: GIS, NOCS, SWAT e altre squadre militari speciali statunitensi tra cui i Marines ed i Navy Seals che vengono impiegate in missioni ad alto rischio, l'uso del sistema virtuale si rivela ad oggi uno degli addestramenti fondamentali oltre che avanzato consentendo a reclute, ma soprattutto a personale già inquadrato, di implementare, sviluppare e mantenere le prestazioni necessarie per una maggiore efficienza sul campo nel settore tattico-militare e nella pubblica sicurezza. 
Il sistema di addestramento FATS ad oggi è il risultato di innumerevoli studi e processi di analisi tattico-militari e di intelligence a prova empirico scientifica che permette di completare l'agente-operatore e tiratore scelto con profiling specialistico a 360 gradi mettendolo in situazioni realistiche che richiedono grandi capacità e sforzo psico-fisico oltre che tecniche di respirazione avanzate senza doverle vivere direttamente sul campo.